# Экспедиция к Ферролю
Экспедиция к Ферролю (англ. Ferrol Expedition) или Битва у Бриона — неудачная попытка британских военно-морских сил захватить испанский порт Ферроль во время англо-испанской войны 1796—1808 годов. 25 августа большая английская эскадра подошла к берегу в районе мыса Приор. Британские войска высадились на берег и после нескольких стычек овладели господствующими над городом высотами. Но посчитав город слишком хорошо укрепленным они приняли решение отступить и 26 августа покинули этот район. 

## Предыстория
Основной задачей английской эскадры из 109 судов под командованием капитана сэра Эдварда Пеллью в течение 1800 года было завоевание Бель-Иль, но оборона острова оказалась слишком сильной. Поэтому эскадра была вынуждена отступить к берегам Испании. В начале августа эта флотилия соединилась с другой эскадрой, крейсировавшей в Бискайском заливе под командованием контр-адмирала сэра Джона Борласа Уоррена, после чего поставив все паруса двинулась в сторону Ферроля и 25 августа прибыла в бухту Плайя-де-Домино на побережье Испании. Ферроль был главной испанской военно-морской базой с верфью для постройки судов и сухим доком для их ремонта.

## Ход сражения
Английская эскадра состояла из пяти линейных кораблей (96-пушечный London, 74-пушечные Renown, Impetueux, Courageux и Captain), пяти фрегатов (44-пушечные Indefatigable и Amelia, 38-пушечный Amethyst, 32-пушечный Stag и 28-пушечный Brilliant), шлюпа (18-пушечный Cynthia), а также флотилии транспортов, перевозящих силы вторжения из семи британских полков и стрелкового корпуса (всего около 8000 солдат) под командованием генерал-лейтенанта сэра Джеймса Пултени.
Защиту Ферроля обеспечивали шесть линейных кораблей (112-пушечные Real-Carlos и San-Hermenegildo, 96-пушечный San-Fernando, 80-пушечный Argonauta и 74-пушечные San-Antonio и San-Augustin) под командованием Хуана Морено. Сухопутные войска состояли из 4000 человек, в том числе 500 матросов под командованием Дона Франсиско Ксавье Негрете и фельдмаршала графа Донадио, который руководил береговыми укреплениями.
Вечером 25 августа, после того как испанская батарея из восьми 24-фунтовых орудий была подавлена огнём Impétueux, Brilliant, Cynthia и канонерской лодки St.-Vincent, британские войска не встретив сопротивления высадились на небольшом пляже в районе мыса Приор. В высадке приняли участие также моряки из военных кораблей, которые помогли затащить пушки на гору. Как только британские войска достигли первого хребта, стрелковый корпус под командованием подполковника Стюарта был атакован отрядом противника. Нападение было отбито с небольшими потерями, в том числе был ранен и сам подполковник. На рассвете 26 августа было отбито нападение большого испанского отряда, главным образом силами бригады под командованием генерал-майора графа Кавана. Эта победа, достигнутая со потерями (1000 убитых и 800 раненых), дала британцам возможность
полностью овладеть высотами Брион и Балон, которые господствовали над городом и гаванью Ферроля. Теперь генерал Пултени
смог осмотреть укрепления города и со слов пленных оценить силы противника. Он пришел к выводу, что город слишком хорошо
укреплен и потому не решился его атаковать. В тот же вечер британские войска вернулись обратно к своим судам

## Последствия

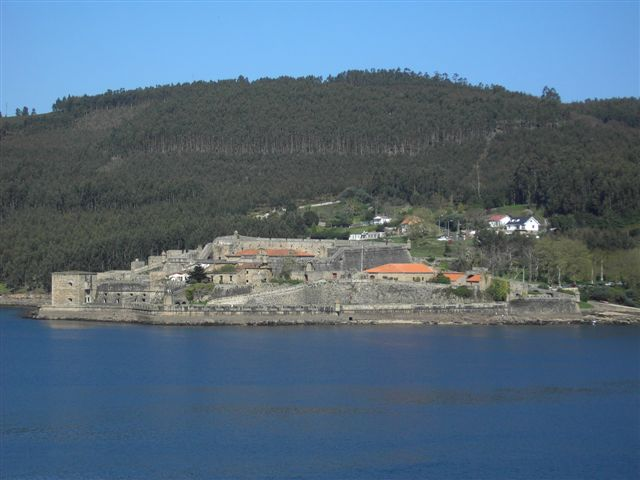
Форт Сан Фелипе

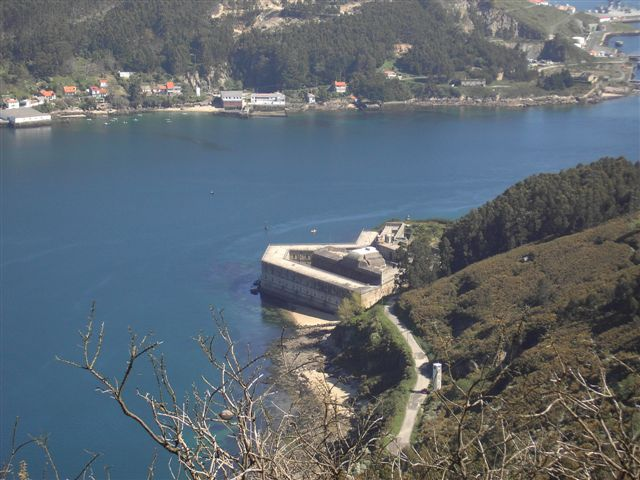
Форт Ла Палма. Два этих форта защищали вход в гавань Ферроля

Погрузив на корабли войска и артиллерию эскадра и флотилия транспортов отправилась к Гибралтару, и там соединилась с гораздо большими силами под командованием Джорджа Кейта, главнокомандующего средиземным флотом. 2 октября лорд Кейт отплыл из Гибралтара с 22 линейными кораблями, 37 фрегатами и шлюпами и 80 транспортами, имея на борту около 18000 солдат, под командованием генерала сэра Ральфа Эберкромби. 4 сентября вице-адмирал встал на якорь в бухте Кадиса, и потребовал сдачи города, чтобы получить контроль над испанской эскадрой, стоящей на якоре в гавани. Когда Дон Томас де Морла, губернатор Кадиса, ответил британцам, что в городе и его окрестностях свирепствовала чума, англичане не стали атаковать город и экспедиция вернулась обратно в Гибралтар.
После неудачной попытки захватить Ферроль, премьер-министр Великобритании Уильям Питт заявил в палате общин, что:
Если Великобритания имела бы такую военно-морскую базу, которую благодаря своему расположению можно было так же легко защитить, как и Ферроль, она была бы окружена толстой серебряной стеной. 